# Большой Репьёган
Большой Репьёган (устар. Большой Репь-Еган) — река в России, протекает по территории Нефтеюганского района Ханты-Мансийского автономного округа. Длина реки — 25 км.
Начинается среди болот, протекает через озеро Репьяхатох и дальше — в северо-восточном направлении по заболоченной местности. В низовьях пересекается нефтепроводом и линией электропередачи. Устье реки находится в 148 км по левому берегу протоки Большой Юганской. Основной приток — Малый Репьёган, впадает справа.

## Данные водного реестра
По данным государственного водного реестра России относится к Верхнеобскому бассейновому округу, водохозяйственный участок реки — Обь от города Нефтеюганск до впадения реки Иртыш, речной подбассейн реки — Обь ниже Ваха до впадения Иртыша. Речной бассейн реки — (Верхняя) Обь до впадения Иртыша,